# Primera División 1908 (Argentinië)
In 1908 werd het zeventiende seizoen gespeeld van de Primera División, de hoogste voetbaldivisie van Argentinië. Belgrano AC werd kampioen. San Martín en Estudiantes kregen twee strafpunten omdat ze een niet-speelgerechtigde speler opstelden. 

## Eindstand
| Plaats | Club                 | Wed. | W  | G | V  | Saldo | Ptn. |
| ------ | -------------------- | ---- | -- | - | -- | ----- | ---- |
| 1º     | Belgrano Athletic    | 18   | 15 | 1 | 2  | 49:20 | 31   |
| 2º     | Alumni Athletic Club | 18   | 13 | 1 | 4  | 74:18 | 27   |
| 3º     | Argentino de Quilmes | 18   | 12 | 1 | 5  | 44:26 | 25   |
| 4º     | CA San Isidro        | 18   | 11 | 1 | 6  | 36:26 | 23   |
| 5º     | CA Estudiantes       | 18   | 11 | 2 | 5  | 37:20 | 22   |
| 6º     | Quilmes AC           | 18   | 8  | 1 | 9  | 46:54 | 17   |
| 7º     | CA Porteño           | 18   | 6  | 1 | 11 | 23:41 | 13   |
| 8º     | Reformer             | 18   | 3  | 2 | 13 | 10:57 | 8    |
| 9º     | Lomas Athletic       | 18   | 3  | 1 | 14 | 19:50 | 7    |
| 10º    | San Martín Athletic  | 18   | 2  | 1 | 15 | 16:42 | 3    |

|  | Kampioen   |
|  | Degradatie |